# Erich Linemayr
Erich Linemayr (Linz, 24 januari 1933 – 6 juni 2016) was een voetbalscheidsrechter uit Oostenrijk die internationaal actief was van 1960 tot 1981. Hij leidde 52 Europa Cup-wedstrijden en 30 interlands gedurende zijn carrière. Linemayr floot tijdens twee WK-eindronden (1974 en 1978), en tijdens het EK voetbal 1980 in Italië. Tijdens de door het Nederlands elftal verloren WK-finale van 1978 was hij grensrechter. 
Ook had hij de leiding van de finale van het Europacup 1-toernooi in het seizoen 1978-1979. Die wedstrijd, gespeeld op 30 mei 1979 in het Olympiastadion van München, ging tussen Nottingham Forest en Malmö FF, en eindigde in een 1–0-overwinning voor de ploeg uit Engeland dankzij een treffer van Trevor Francis.

## Interlands
| Datum      | Wedstrijd                  | Uitslag | Competitie   | Kreeg geel | Kreeg voor de tweede keer geel en dus rood | Weggestuurd |
| ---------- | -------------------------- | ------- | ------------ | ---------- | ------------------------------------------ | ----------- |
| 23-06-1974 | Zweden – Uruguay           | 3–0     | WK-eindronde | 1          | 0                                          | 0           |
| 03-07-1974 | Polen – West-Duitsland     | 0–1     | WK-eindronde | 0          | 0                                          | 0           |
| 11-06-1978 | Schotland – Nederland      | 3–2     | WK-eindronde | 1          | 0                                          | 0           |
| 18-06-1980 | Spanje – Engeland          | 1–2     | EK-eindronde | 2          | 0                                          | 0           |
| 21-06-1980 | Tsjecho-Slowakije – Italië | 1–1     | EK-eindronde | 1          | 0                                          | 0           |
| 04-01-1981 | Brazilië – Argentinië      | 1–1     | Mundialito   | ?          | ?                                          | ?           |
| 10-01-1981 | Uruguay – Brazilië         | 2–1     | Mundialito   | ?          | ?                                          | ?           |